# Denemarken op de Olympische Zomerspelen 1964
Denemarken nam deel aan de Olympische Zomerspelen 1964 in Tokio, Japan. Net als vier jaar eerder in Rome werden 2 gouden medailles gewonnen. Met zes medailles eindigde Denemarken op de 18e plaats in het medailleklassement.

## Medailleoverzicht
| Sport       | Olympiër                                            | Discipline                    | Medaille |
| ----------- | --------------------------------------------------- | ----------------------------- | -------- |
| Roeien      | John Hansen Bjørn Hasløv Erik Petersen Kurt Helmudt | vier-zonder (m)               | Goud     |
| Zeilen      | Ole Berntsen Christian von Bülow Ole Poulsen        | dragon                        | Goud     |
| Wielersport | Kjeld Rodian                                        | wegwedstrijd (m)              | Zilver   |
| Kanovaren   | Peer Nielsen John Sørensen                          | C-2 1000m (m)                 | Brons    |
| Wielersport | Preben Isaksson                                     | individuele achtervolging (m) | Brons    |
| Zeilen      | Henning Wind                                        | finn                          | Brons    |

## Deelnemers en resultaten

### Atletiek
| Olympiër         | Discipline            | Resultaat | Prestatie                    |
| ---------------- | --------------------- | --------- | ---------------------------- |
| Aske Dam         | 5000m (m)             | 30e       | serie 2: 10de in 14.20,4     |
| Tommy Kristensen | 20km snelwandelen (m) | 14e       | 1:35.30                      |
|                  |                       |           |                              |
| Jette Andersen   | 800m (v)              | 19e       | serie 1: 7de in 2.15,2       |
| Nina Hansen      | verspringen (v)       | 20e       | kwalificatie: 20st met 5,89m |
| Jette Andersen   | vijfkamp (v)          | 9e        | 4611 punten                  |

### Boksen
| Olympiër           | Discipline  | Resultaat | Prestatie                                                                |
| ------------------ | ----------- | --------- | ------------------------------------------------------------------------ |
| Børge Krogh        | -60kg (m)   | 17e       | 1ste ronde: vrij 2de ronde: V van PHI Arpon                              |
| Preben Rasmussen   | -63,5kg (m) | 17e       | 1ste ronde: vrij 2de ronde: V van GHA Blay                               |
| Hans-Erik Pedersen | -67kg (m)   | 9e        | 1ste ronde: W van CIV Hie Toh 2de ronde: V van NIG Dabore                |
| Tom Bogs           | -71kg (m)   | 5e        | 1ste ronde: vrij 2de ronde: W van RCO Chen 3de ronde: V van NGR Maiyegun |

### Kanovaren
| Olympiër                                  | Discipline    | Resultaat | Prestatie                                                                                                  |
| ----------------------------------------- | ------------- | --------- | --- |
| Peer Norrbohm John Rungsted Sørensen      | C-2 1000m (m) | Brons     | serie 1: 3de in 4.11,34 finale: 3de in 4.07,48                                                             |
| Erik Hansen                               | K-1 1000m (m) | 7e        | serie 1: 1ste in 4.00,58 halve finale 1: 1ste in 4.03,00 finale: 7de in 4.04,72                            |
| Preben Jensen Hans-Viggo Knudsen          | K-2 1000m (m) | 9e        | serie 2: 5de in 3.47,01 herkansingen: 2de in 3.51,43 halve finale 2: 2de in 3.51,20 finale: 9de in 3.47,31 |
|                                           |               |           | |
| Birthe Lindskov Hansen                    | K-1 500m (v)  | 9e        | serie 2: 6de in 2.14,02 halve finale: 3de in 2.15,28 finale: 9de in 2.18,21                                |
| Birthe Lindskov Hansen Anni Werner-Hansen | K-2 500m (v)  | 5e        | serie 1: 1ste in 1.58,99 finale: 5de in 2.00,88                                                            |

### Roeien
| Olympiër                                                            | Discipline      | Resultaat | Prestatie                                                                        |
| ------------------------------------------------------------------- | --------------- | --------- | -------------------------------------------------------------------------------- |
| Hans Jørgen Boye Peter Fich Christiansen                            | twee-zonder (m) | 5e        | serie 2: 2de in 7.22,01 herkansingen: 1ste in 7.31,11 finale: 5de in 7.48,13     |
| Jens Berendt Jensen Knud Nielsen Niels Olsen                        | twee-met (m)    | 13e       | serie 3: 3de in 8.08,98 herkansingen: 4de in 7.39,39                             |
| John Ørsted Hansen Bjørn Borgen Hasløv Kurt Helmudt Erik Petersen   | vier-zonder (m) | Goud      | serie 1: 1ste in 6.51,78 finale: 1ste in 6.59,30                                 |
| Tom Hinsby Bent Larsen Niels Nielsen Poul Erik Nielsen Ole Paustian | vier-met (m)    | 11e       | serie 3: 5de in 7.04,48 herkansingen: 2de in 7.12,45 9-12de plek: 5de in 6.52,83 |

### Schietsport
| Olympiër         | Discipline                 | Resultaat | Prestatie                         |
| ---------------- | -------------------------- | --------- | --------------------------------- |
| Ole Hviid Jensen | 50m geweer 3 houdingen (m) | 14e       | 1139 punten: (394-385-360)        |
| Niels Petersen   | 50m geweer 3 houdingen (m) | 13e       | 1140 punten: (392-380-368)        |
| Ole Hviid Jensen | 50m geweer liggend (m)     | 12e       | 592 punten: (98-98-97-100-100-99) |
| Niels Petersen   | 50m geweer liggend (m)     | 29e       | 588 punten: (100-96-100-95-98-99) |

### Schoonspringen
| Olympiër        | Discipline    | Resultaat | Prestatie                         |
| --------------- | ------------- | --------- | --------------------------------- |
| Søren Svejstrup | 10m toren (m) | 20e       | voorronde: 20ste met 85,36 punten |
|                 |               |           |                                   |
| Kirsten Velin   | 10m toren (v) | 17e       | voorronde: 17de met 43,85 punten  |

### Wielersport
| Olympiër                                                                 | Discipline                    | Resultaat | Prestatie |
| Baan                                                                     | Baan                          | Baan      | Baan |
| ------------------------------------------------------------------------ | ----------------------------- | --------- | --- |
| Niels Fredborg                                                           | sprint (m)                    | 11e       | serie 13: 2de 1ste ronde herkansingen: 1ste in 12,31 1ste ronde herkansingen finale: 1ste in 12,25 2de ronde serie 2: 2de 2de ronde herkansingen: 3de             |
| Peder Pedersen                                                           | sprint (m)                    | 11e       | serie 8: 3de 1ste ronde herkansingen: 1ste in 11,61 1ste ronde herkansingen finale: 1ste in 11,91 2de ronde serie 3: 3de 2de ronde herkansingen: 3de              |
| Jan Ingstrup-Mikkelsen                                                   | tijdrit (m)                   | 11e       | 1.12,03 |
| Preben Isaksson                                                          | individuele achtervolging (m) | Brons     | serie 6: W van URU Etchebarne: 5.01,88 kwartfinale 4: W van GBR Porter: 5.01,13 halve finale 2: V van TCH Daler: 5.02,23 bronzen finale: W van NED Groen: 5.01,20 |
| Niels Fredborg Per Sarto Jørgensen                                       | tandem (m)                    | 5e        | serie 4: 2de herkansingen: 1ste in 11,03 kwartfinale: 2de |
| Bent Hansen Preben Isaksson Henning Petersen Kurt vid Stein              | ploegenachtervolging (m)      | 5e        | serie 4: W van Tsjecho-Slowakije: 4.46,97 kwartfinale 2: V van Duitsland: 4.43,58                                                                                 |
| Weg                                                                      |                               |           | |
| Flemming Gleerup Hansen                                                  | wegwedstrijd (m)              | 21e       | 4:39.51,74 |
| Ole Højlund Pedersen                                                     | wegwedstrijd (m)              | 15e       | 4:39.51,74 |
| Ole Ritter                                                               | wegwedstrijd (m)              | 68e       | 4:39.51,79 |
| Kjell Rodian                                                             | wegwedstrijd (m)              | Zilver    | 4:39.51,65 |
| Flemming Gleerup Hansen Henning Petersen Ole Højlund Pedersen Ole Ritter | ploegentijdrit (m)            | 7e        | 2:29.10,33 |

### Worstelen
| Olympiër         | Discipline     | Resultaat      | Prestatie |
| Grieks-Romeins   | Grieks-Romeins | Grieks-Romeins | Grieks-Romeins |
| ---------------- | -------------- | -------------- | --- |
| Jørgen Jensen    | -52kg (m)      | 12e            | 1ste ronde: V van ROU Parvulescu 2de ronde: V van BUL Kerezov                                                         |
| Svend Skrydstrup | -63kg (m)      | 11e            | 1ste ronde: G van TUR Sille 2de ronde: W van ARG Leibovich 3de ronde: V van URS Rurua 4de ronde: V van YUG Martinovic |
| Kurt Madsen      | -70kg (m)      | 11e            | 1ste ronde: V van SWE Johnsson 2de ronde: W van AFG Zaid 3de ronde: V van JPN Fujita                                  |

### Zeilen
| Olympiër                                        | Discipline      | Resultaat | Prestatie                        |
| ----------------------------------------------- | --------------- | --------- | -------------------------------- |
| Henning Wind                                    | finn            | Brons     | 6190 punten: (14-20-3-4-2-1-10)  |
| Hans Fogh Ole Gunnar Petersen                   | flying dutchman | 4e        | 4500 punten: (6-DNF-4-1-5-13-7)  |
| Ole Berntsen Ole Poulsen Christian von Bülow    | dragon          | Goud      | 5854 punten: (1-16-4-10-3-1-7)   |
| William Berntsen Per Holm Carl Christian Lassen | 5,5m klasse     | 12e       | 2095 punten: (5-7-12-10-8-13-11) |

### Zwemmen
| Olympiër                 | Discipline          | Resultaat | Prestatie              |
| ------------------------ | ------------------- | --------- | ---------------------- |
| Lars Kraus Jensen        | 200m rugslag (m)    | 25e       | serie 1: 5de in 2.23,3 |
|                          |                     |           |                        |
| Kirsten Strange-Campbell | 100m vrije slag (v) | 30e       | serie 3: 4de in 1.05,3 |
| Kirsten Michaelsen       | 100m rugslag (v)    | 11e       | serie 2: 4de in 1.11,2 |
| Kirsten Strange-Campbell | 400m wisselslag (v) | 16e       | serie 2: 5de in 5.44,4 |

Afghanistan · Algerije · Argentinië · Australië · Bahama's · België · Bermuda · Birma · Bolivia · Brazilië · Brits-Guiana · Bulgarije · Cambodja · Canada · Ceylon · Chili · Colombia · Congo-Brazzaville · Costa Rica · Cuba · Denemarken · Dominicaanse Republiek · Duits eenheidsteam · Ethiopië · Filipijnen · Finland · Frankrijk · Ghana · Griekenland · Groot-Brittannië · Hongarije · Hongkong · Ierland · IJsland · India · Irak · Iran · Israël · Italië · Ivoorkust · Jamaica · Japan · Joegoslavië · Kameroen · Kenia · Libanon · Liberia · Libië · Liechtenstein · Luxemburg · Madagaskar · Maleisië · Mali · Marokko · Mexico · Monaco · Mongolië · Nederland · Nederlandse Antillen · Nepal · Nieuw-Zeeland · Niger · Nigeria · Noord-Rhodesië · Noorwegen · Oeganda · Oostenrijk · Pakistan · Panama · Peru · Polen · Portugal · Puerto Rico · Roemenië · Senegal · Sovjet-Unie · Spanje · Taiwan · Tanganyika · Thailand · Trinidad en Tobago · Tsjaad · Tsjecho-Slowakije · Tunesië · Turkije · Uruguay · Venezuela · Verenigde Arabische Republiek · Verenigde Staten · Vietnam · Zuid-Korea · Zuid-Rhodesië · Zweden · Zwitserland